# Nicolaus Hadermann

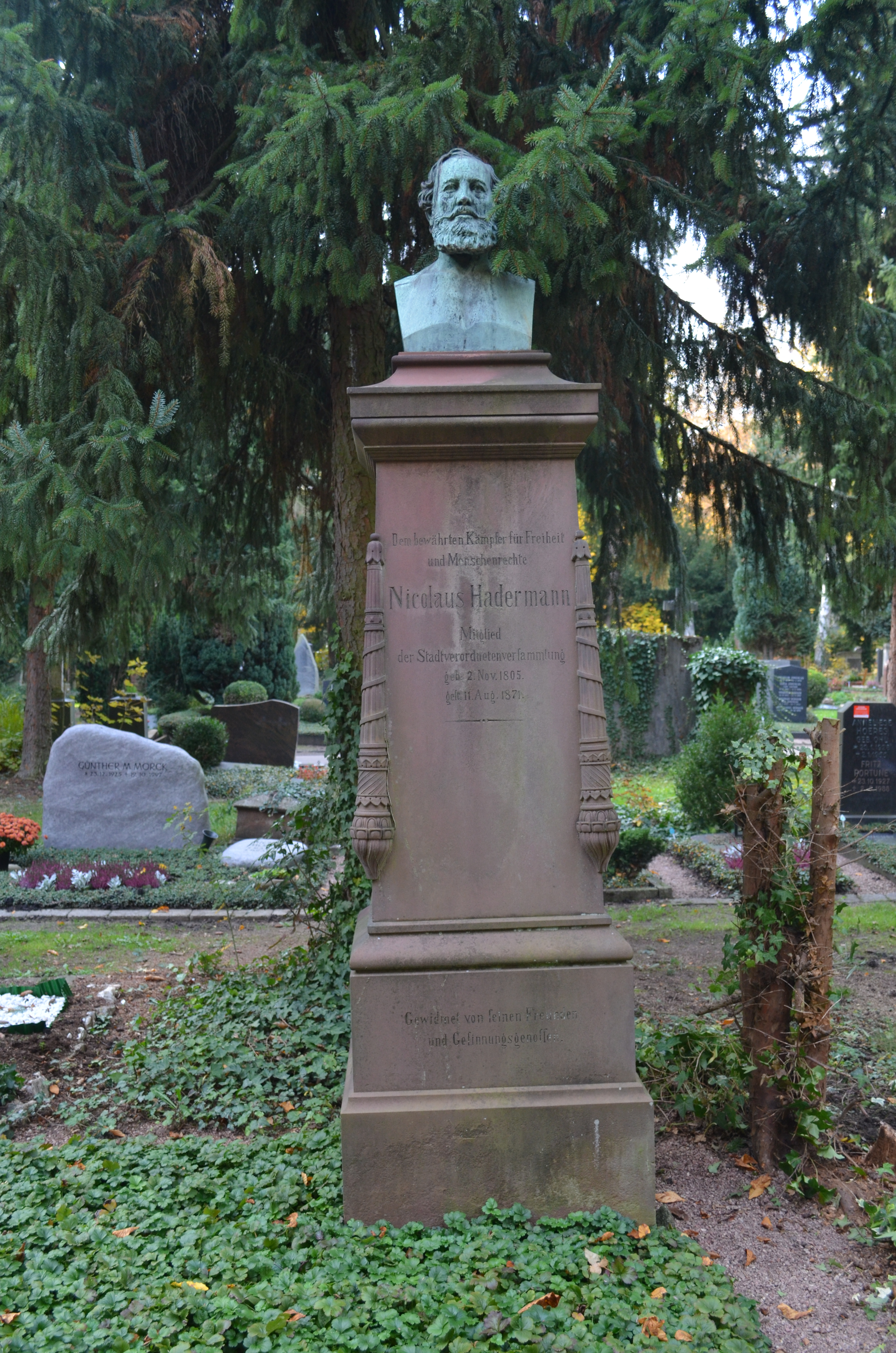
Grabdenkmal auf dem Hauptfriedhof

Nicolaus Hadermann (* 2. November 1805 in Philippseich bei Dreieichenhain; † 11. August 1871 in Frankfurt am Main) war ein deutscher Pädagoge, Journalist und Politiker der Freien Stadt Frankfurt.

## Leben
Nicolaus Hadermann studierte Theologie an der Universität Tübingen und später in Erlangen. Während seines Studiums wurde er 1824 Mitglied der Burschenschaft Germania Tübingen und 1827 Mitglied der Erlanger Burschenschaft Arminia. Nach seinem Studium arbeitete danach als Lehrer in Frankfurt. Er war unter anderem 1830/31 und 1837 bis 1839 Lehrer an der Musterschule. 1844 war er Gründer der Hadermannschen medizinisch-gymnastischen Anstalt für Mädchen.
Nicolaus Hadermann gehörte in der Revolution von 1848/1849 in der Freien Stadt Frankfurt zu den führenden Liberalen der Stadt. Er war 1846 Mitgründer des Montagskränzchens und 1848 des Deutschen Vereins.
Am 24. August 1848 wurde er auf Vorschlag des Montagskränzchens und des Deutschen Vereins in den 30-köpfigen Verfassungsausschuss gewählt. Am 25. Oktober 1848 wählten ihn die Bürger in die Constituierende Versammlung der Freien Stadt Frankfurt. Dort war er zunächst bis 8. Januar 1849 zweiter Vizepräsident, zwischen 8. Januar 1849 und 14. Mai 1849 erster Vizepräsident und ab 14. Mai 1849 als Nachfolger von Ernst Friedrich Wilhelm Kugler Präsident der Versammlung bis zu ihrem Ende.
Am 9. Dezember 1848 war er Gründer des Volksblattes für Rhein und Main, das ab 1854 als Volksfreund für das mittlere Deutschland erschien. 1866 wurde das Blatt nach der Annexion durch Preußen verboten.
Ab 1867 bis zu seinem Tod war er Stadtverordneter in Frankfurt am Main. Er ist auf dem Frankfurter Hauptfriedhof begraben.